# گرایش عشقی

پرچم بی‌عشقی

گرایش عشقی، گرایش عاطفی یا گرایش احساسی (به انگلیسی: Romantic orientation) شامل کشش‌های حسی و عاطفی یک فرد به فرد یا افراد هم‌جنس، با جنس مخالف، از هر دو جنس یا هیچ‌کدام است.
اگرچه اغلب در تعریف سنتی گرایش جنسی تمایلات جنسی و احساسی به‌طور همزمان لحاظ می‌شوند، وانگهی جداسازی این دو کشش به‌ویژه در رابطه با افراد هیچ جنس‌گرا اهمیت می‌یابد. باید توجه داشت که نبود وجود کشش جنسی در افراد هیچ جنس‌گرا به معنای نبود کشش عاطفی در آن‌ها نیست. افراد با این گرایش، رابطه بدون سکس را ترجیح می‌دهند و برخی از آنان از بوسیدن و گرفتن دست یکدیگر پرهیز می‌کنند.

## انواع گرایش‌های عشقی
- بی‌عشقی: بدون کشش عاطفی نسبت به هیچ کسی.
- دگرجنس‌عشقی: کشش عاطفی نسبت به فرد یا افرادی با جنس مخالف.
- همجنس‌عشقی: کشش عاطفی نسبت به فرد یا افراد همجنس.
- دوجنس‌عشقی: کشش عاطفی نسبت به فرد یا افرادی از هر دو جنس.
- همه‌جنس‌عشقی: کشش عاطفی نسبت به فرد یا افرادی صرف‌نظر از جنسیت‌شان.